# Scaptodrosophila latifascia
Scaptodrosophila latifascia är en tvåvingeart som först beskrevs av Johannes Cornelis Hendrik de Meijere 1914.  Scaptodrosophila latifascia ingår i släktet Scaptodrosophila och familjen daggflugor.